# マクダビッド

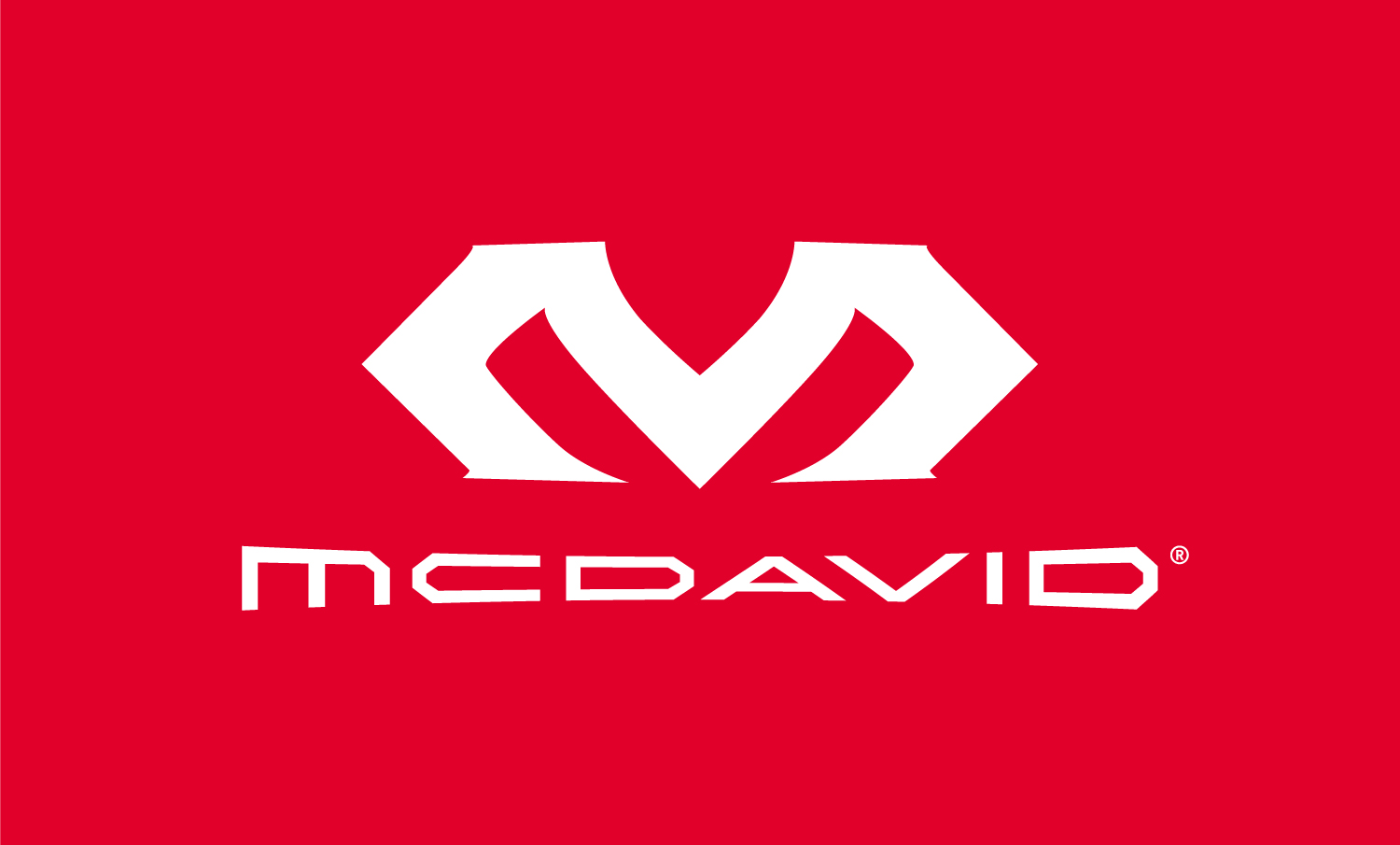
ブランドロゴ

マクダビッド（英：McDavid）はスポーツメディカル用品ブランド。
取扱会社は、アメリカ合衆国カリフォルニア州ファウンテン・バレーに本社を置くユナイテッドスポーツブランズ。
1969年にロバート・F・マクダビッドⅡ博士がアメリカ合衆国シカゴ市で創業し、製品開発を開始。

## 概要
マクダビッドブランドで、医療レベルのブレイス、スポーツ用サポーター、コンプレッションインナーウェアなどの製造・販売を行なう。
ロバート・F・マクダビッドⅡ博士がアメリカンフットボール選手用にニーブレースを開発したことから始まり、創業以降、製品ラインナップを年々拡大し、また全米からグローバルへと市場展開。
2000年頃より現在まで世界70カ国の医療施設やアスリートに使用されている。
日本国内では、1988年よりソニー企業株式会社が輸入発売元としてマーケティングを行ない、現在は日本法人であるユナイテッドスポーツブランズジャパン株式会社（旧称：マクダビッドジャパン）が総発売元となっている。

## 契約選手
- 渡邊雄太
- 関田誠大
- 大竹壱青
- 渡辺俊介
- 馬瓜ステファニー
- 野呂竜比人
- ニコラ・カラバティッチ
- ロベルト・ソルディッチ
- 山田哲人
- 小川壮太
- 吉住友里
- 立石ゆう子
- 脇田紗良
- 佐野月咲